# NGC 2911
NGC 2911 is een lensvormig sterrenstelsel in het sterrenbeeld Leeuw. Het hemelobject werd op 11 maart 1784 ontdekt door de Duits-Britse astronoom William Herschel.

## Synoniemen
- UGC 5092
- MCG 2-25-3
- ZWG 63.7
- Arp 232
- PGC 27159